# 亜衣里
亜衣里（あいり、Airi、本名：田中 亜衣里（たなか あいり）、1987年12月10日 -  ）は、日本の元歌手。鹿児島県名瀬市（現奄美市）出身。元スパークリング☆ポイントのメンバー。

## 来歴
- 2003年11月、奄美群島徳之島にある徳之島文化会館で、徳之島委員会とビーイング内の音楽事務所LOOPが共同で行ったオーディション「Power of　Dream」を受ける。入賞は逃したが、審査員の評価が高かったため、声をかけられる。その後、同じく、入賞は逃したが、審査員の評価が高かったため声をかけられた梓と、同オーディションでグランプリを受賞した明日香とともにスパークリング☆ポイントを結成。奄美大島のライブハウスでレッスンを開始する。

- 2004年9月1日に「Hey Hey Baby! You're NO.1!」でデビュー。
- 2007年2月23日にリリースされた「さよならのかわりに」のカップリング曲「ハイビスカス」の作詞を手がける。
- 2007年春、GIZA studioからNORTHERN MUSICへ移籍。
- 2007年7月4日にリリースされたアルバム、「サンキュー!!」では、「ハイビスカス」の他に、「OH! My Honey～ヤキソバかきこんで～ 」の作詞を担当。同アルバムをリリース後、故郷の奄美大島での凱旋ライブを行う。しかし、同ライブを最後に、CDのリリース情報やライブ情報が更新されなくなり、グループでの活動は事実上の活動休止となる。唯一、レギュラー番組だったネットラジオ「スパくる」は継続される形となった。公式ブログのみ3人で更新という形が続く。
- 2008年秋、ネットラジオ「スパくる」が終了。同時にブログの更新がなくなる。
- 2009年6月2日にスパークリング☆ポイントの解散が発表される。

## 作詞
- ハイビスカス
- OH! My Honey～ヤキソバかきこんで～